# 원도봉계곡
원도봉계곡은 도봉산의 계곡으로, 도봉산의 3대 계곡 중 하나이다.

## 위치
도봉산에 위치한 망월사로 통하는 길을 지나는 계곡으로, 망월사로 가는 길에 쌍용사도 위치하여 있다.

## 등산
세 개의 등산 코스가 있으며, 쉬움, 중급, 상급 코스로 나뉘어져 있다. 쌍용사로 가는 길과 망월사로 가는 길의 코스가 나뉘어져 있다.